# Man bittet zu läuten
Man bittet zu läuten ist ein Hörspiel von Günter Eich, das am 15. November 1964 vom NDR und BR unter der Regie von Heinz von Cramer gesendet wurde. Der Titel findet sich auf einer viersprachigen Inschrift am protestantischen Friedhof in Rom: „Suonare la campana...“.

## Form
Zu Anfang eines jeden der dreizehn Abschnitte 1–7 und 9–14 des Hörspiels läutet es an der Pforte des Taubstummenheims „Sankt Hubertus“. Darauf öffnet jedes Mal der Portier dieser gemeinnützigen Stiftung einem Insassen und händigt wortreich den Zimmerschlüssel aus. Das beim ersten Hören wirr erscheinende Portier-Palaver entpuppt sich jedes Mal als lupenreiner Monolog. Stumme Dialogpartner schweigen naturgemäß. Nebenbei steht der Portier bis zum nächsten Wahlgang dem „Verein der Pilzfreunde e.V.“ vor. Auch während der Telefonate mit den Pilzfreunden kann die Gesprächsführung am anderen Ende der Leitung bestenfalls erahnt werden.
Während sich der Portier durchgängig als unangenehmer Mensch gibt, spielen im Abschnitt 8 vier gutmütige alte Leutchen – gleichsam als Kontrastprogramm – ein Pilzquartett. Ebenfalls im achten Abschnitt treten Titus und Alpha, ein junges Liebespaar, auf. Die sechs sympathischen Herrschaften stehen in keiner Relation zum Ekelpaket Pförtner. In den Abschnitt 8 sind Gedichte von Caspar Stieler, Simon Dach und Friedrich von Spee eingelegt.
Im siebten Abschnitt kommt noch eine kleine Ausnahme vor. Die eintretende Insassin Rosie erwidert das dummdreiste, anzügliche Gerede des Portiers mit so etwas wie einem Kichern.

## Inhalt
Aus den dreizehn Monologen des Pilzkenners soll nur einiges anscheinend Sichere herausgegriffen werden.
Eigentlich fühlt sich der Portier inmitten der Taubstummen nicht wohl in seiner Haut. Er überspielt das mit seinem fürchterlichen Wortschwall nach dem Motto: Nur nicht verstummen. „Die Taubheit kommt von allein.“ Der Portier benutzt gern Fremdwörter. Zum Beispiel sagt er lieber „präferieren“ an Stelle von bevorzugen. Die Taubstummensprache beherrscht er nach eigener Angabe so perfekt, dass er „jederzeit taubstumm werden“ könnte. Neben seiner ständigen Telefoniererei mit Pilzfreunden und solchen, die es werden wollen, sucht er über Kurzanzeigen eine Frau. Jung und vermögend soll sie sein. Von irgendeinem Erfolg der betreffenden Bemühungen vernimmt der Hörer nichts.

## Zitat
Der Portier bekräftigt: „Wir brauchen Persönlichkeiten, die auf Parties möglich sind.“

## Produktionen
- 15. November 1964, NDR und BR. Regie: Heinz von Cramer. Franz Kutschera sprach den Pförtner, Konstantin Paloff den Titus und Maria Häussler die Alpha.[5]

## Rezeption
- Details finden sich bei Wagner[6]. Neben Zitaten aus einem Lektoratsgutachten, einer Pressemitteilung des BR und Aussagen zur Entstehung werden etliche Besprechungen genannt, darunter „Hausmeister im Taubstummenasyl“ („Münchner Merkur“ vom 17. November 1964), „Monolog eines Portiers“ (Ewald Streeb im „Donau-Kurier“ vom 18. November 1964), „Sprachkunstwerk als Demonstration des Geschwätzes“ (Ulrich Jeglinski im „Evangelischen Pressedienst/Kirche und Rundfunk“ vom 21. November 1964) und „Hörbild vom häßlichen Deutschen“ (Klaus Hamburger in der FUNK-Korrespondenz vom 26. November 1964).[7]
- Schwitzke nennt den Pförtner einen „widerwärtigen Schwadroneur“[8] und vermutet bei Titus und Alpha im Handlungsverlaufe Geschlechtsverkehr[9].

Neuere Äußerungen
- Oppermann brandmarkt das „maßlose Geschwätz“[10] des Pförtners, als bittere Satire, als „›Peitsche‹, die Fragen aus der Welt schafft“[11].
- Nach Alber habe sich der Pförtner als Henker beworben[12]. Alber nennt den Bezug der vier oben genannten Gedichte zum „Geschehen“: Schöpfung, Heirat, Tod und Hölle.[13] Das Liebespaar Titus und Alpha begehe Selbstmord.[14] Alber zählt drei dominierende Gegensätze auf: Das Schwatzen des Pförtners inmitten der Stummen, die Macht des Pförtners und die Ohnmacht der Insassen des Heims sowie die Quartettspieler passen sich an und das Liebespaar begehrt auf.[15]
- Rollenrede: In Barners Literaturgeschichte wird der opportunistische Pförtner als neuere Ausgabe des Untertans gesehen. Darüber hinaus wird die Funktion eines Protokollanten bemerkt. Der Pförtner reflektiere insbesondere Besorgnis erregendes Gerede der Leute.[16]
- Mykologie: Martin vermutet, der Pilz werde im Hörspiel als Metapher für Bau und Funktion der menschlichen Psyche genommen[17] und lässt an Freud denken, wenn er zum Beispiel die „Verschiebungsarbeit“ in den Träumereien des Pförtners betrachtet.[18] Nach Martin steht das „Sankt Hubertus“ für das Deutschland nach 1945.[19]

### Ausgaben
- Günter Eich: In anderen Sprachen. Vier Hörspiele: Meine sieben jungen Freunde. Die Stunde des Huflattichs. Blick auf Venedig. Man bittet zu läuten. Suhrkamp (Bibliothek Suhrkamp), Frankfurt am Main 1964. 223 Seiten
- Günter Eich: Fünfzehn Hörspiele. (Geh nicht nach El Kuwehd! Träume. Sabeth. Die Andere und ich. Blick auf Venedig. Der Tiger Jussuf. Meine sieben jungen Freunde. Die Mädchen aus Viterbo. Das Jahr Lazertis. Zinngeschrei. Die Stunde des Huflattichs. Die Brandung vor Setúbal. Allah hat hundert Namen. Festianus, Märtyrer. Man bittet zu läuten) Suhrkamp, Frankfurt am Main 1966 (Reihe: Die Bücher der Neunzehn, Bd. 136), 598 Seiten

### Verwendete Ausgabe
- Günter Eich: Man bittet zu läuten (1964). S. 699–734 in: Karl Karst (Hrsg.): Günter Eich. Die Hörspiele 2. in: Gesammelte Werke in vier Bänden. Revidierte Ausgabe. Band III. Suhrkamp, Frankfurt am Main 1991, ohne ISBN

### Sekundärliteratur
- Heinz Schwitzke (Hrsg.): Reclams Hörspielführer. Unter Mitarbeit von Franz Hiesel, Werner Klippert, Jürgen Tomm. Reclam, Stuttgart 1969, ohne ISBN, 671 Seiten
- Michael Oppermann: Innere und äußere Wirklichkeit im Hörspielwerk Günter Eichs. Diss. Universität Hamburg 1989, Verlag Reinhard Fischer, München 1990, ISBN 3-88927-070-0
- Sabine Alber: Der Ort im freien Fall. Günter Eichs Maulwürfe im Kontext des Gesamtwerkes. Diss. Technische Universität Berlin 1992. Verlag Peter Lang, Frankfurt am Main 1992 (Europäische Hochschulschriften. Reihe I, Deutsche Sprache und Literatur, Bd. 1329), ISBN 3-631-45070-2
- Wilfried Barner (Hrsg.): Geschichte der deutschen Literatur. Band 12: Geschichte der deutschen Literatur von 1945 bis zur Gegenwart. C. H. Beck, München 1994, ISBN 3-406-38660-1
- Sigurd Martin: Die Auren des Wort-Bildes. Günter Eichs Maulwurf-Poetik und die Theorie des versehenden Lesens. Diss. Universität Frankfurt am Main 1994. Röhrig Universitätsverlag, St. Ingbert 1995 (Mannheimer Studien zur Literatur- und Kulturwissenschaft, Bd. 3), ISBN 3-86110-057-6
- Hans-Ulrich Wagner: Günter Eich und der Rundfunk. Essay und Dokumentation. Verlag für Berlin-Brandenburg, Potsdam 1999, ISBN 3-932981-46-4 (Veröffentlichungen des Deutschen Rundfunkarchivs; Bd. 27)